# Бурсенський Володимир Олексійович
Володимир Олексійович Бурсенський (2 квітня 1924 Дмитріївськ, Донецька область, Українська СРР, СРСР — 11 березня 2003,  Волгоград, Росія) — радянський футболіст, нападник. Футбольний арбітр республіканської категорії.

## Біографічні відомості
У перший рік Німецько-радянської війни був евакуйований до Нижнього Тагіла Свердловської області, працював токарем. У1942 році призваний до лав Червоної Армії і направлений на прискорені офіцерські курси в Свердловське військове училище. З березня 1943 року командував мінометним взводом 4-го Українського фронту. У березні 1944 р. потрапив до шпиталю з важким пораненням лівої руки. Наприкінці літа направлений до резерву офіцерського складу 3-го Українського фронту (з обмеженням придатності 2-го ступеня). У грудні 1944 року звільнений в запас.
Після демобілізації повернувся в рідне місто, працював військовим керівником у жіночій середній школі. 1946 року влаштувався на Макіївський металургійний комбінат. Виступав за футбольну команду підприємства, котра брала участь у першості Донецької області.
У сезоні-1949 захищав кольори команди майстрів «Шахтар» (Сталіно). В чемпіонаті провів 28 матчів, забив 4 голи. Вперше відзначився в третьому турі, його влучний постріл забезпечив перемогу над мінським «Динамо» (2:1). Того сезону також забивав у ворота єреванського «Динамо», куйбишевської команди «Крила Рад» і тбіліського «Динамо» (Володимиру Марганія). У міжсезоння перейшов до сталінградського «Трактора». У чемпіонаті-50 епізодично з'являвся на футбольному полі, а його команда посіла передостаннє місце і опустилася в другий дивізіон. Після трьох років у Сталінграді переїхав до Саратова, де в 1955 році завершив ігрову кар'єру.
1959 року був помічником старшого тренера сталінградського «Трактора» Сергій Плонського. Займався футбольним суддівством, отримав республіканську категорію. Очолював федерацію футболу Волгоградської області.

## Нагороди
- Орден Червоної Зірки
- Орден Вітчизняної війни 2-го ступеня (21.02.1987)
- Медаль «За перемогу над Німеччиною у Великій Вітчизняній війні 1941—1945 рр.»